# ウイニ・アトニオ
ウイニ・アトニオ（Uini Atonio、1990年3月26日 - ）は、トップ14、スタッド・ロシュレに所属するラグビーユニオン選手。

## プロフィール
- ニュージーランド・ティマルー出身。
- ポジションはプロップ(PR)。
- 身長 196cm、体重 145kg
- U20サモア代表に選ばれたことがある[1]。
- フランス代表キャップは34（2021年1月現在）でワールドカップ2015のフランス代表に選ばれた[2]。

## 略歴
カウンティーズ・マヌカウを経て、2011年、ラ・ロシェルに加入。 